# Bodo (hypostrategos)
Bodo (punisk: 𐤁‬𐤃𐤀‬, BDʾ, "Hans tjener" eller "I hans hånd"), også kendt som Boödes (græsk: Βοώδης, Boṓdēs), var en karthagisk senator og søofficer (hypostrategos), der tjente under den Første Puniske Krig. Han ledede en vellykket ekspeditionsstyrke til Lipari (se også Slaget ved Lipari-øerne), hvor han fangede den romerske konsul Gn. Cornelius Scipio Asina.